# Vertretung der Gliedstaaten
In allen Staatenbünden und in vielen Bundesstaaten besteht zumindest ein Organ, um eine Vertretung der Gliedstaaten zu gewährleisten (im eigentlichen Sinn Länderkammer) oder im weiteren Sinn auch ein die Bevölkerung der Einzelstaaten repräsentierendes Organ (Senatsmodell).
Die Vertretung stellt häufig eine neben der Abgeordnetenkammer (Unterhaus) eingerichtete zweite Kammer – historisch in bestimmten Ländern „Erste Kammer“ (Oberhaus) genannt – eines Zweikammersystems in föderalen politischen Systemen dar. Sie kann aus weisungsgebundenen Vertretern der Länderregierungen (wie etwa im deutschen Bundesrat oder dem Rat der Europäischen Union; vgl. auch Exekutivföderalismus), aus Mitgliedern der Länderparlamente (wie etwa im österreichischen Bundesrat) oder aus direkt gewählten Abgeordneten bestehen (wie etwa im Schweizer Ständerat oder dem Senat der Vereinigten Staaten).

## Australien
Neben einer Abgeordnetenkammer hat Australien einen Senat. Er besteht aus 76 Senatoren. Jeder der sechs Gliedstaaten von Australien wählt je zwölf Senatoren. Es ist also ohne Bedeutung, wie viele Einwohner ein Gliedstaat hat. Außerdem wählen zwei australische Territorien je zwei Senatoren (das Hauptstadtgebiet sowie das Northern Territory).
Innerhalb eines Staates bzw. eines Territoriums wählt das Volk seine Senatoren direkt. Man verwendet dazu das System der Single Transferable Vote. Ein Senator ist für sechs Jahre im Amt.

## Belgien
Das Föderale Parlament von Belgien besteht aus einer Abgeordnetenkammer einerseits und einem Senat andererseits. Beide wurden lange Zeit direkt gewählt. Allerdings war zunächst der Wahlzensus für den Senat viel höher. Außerdem gab es zusätzliche Senatoren, wie zum Beispiel Mitglieder des Königshauses. Im föderalisierten Belgien ab 1993 gab es drei Arten von Senatoren:
- 40 direkt gewählte (25 niederländischsprachig, 15 französischsprachig)
- 21 von den Gemeinschaften Belgiens gewählte (10 niederländischsprachig, 10 französischsprachig, 1 deutschsprachig)
- sowie 10 kooptierte Senatoren (von den übrigen Senatoren hinzugewählt; 6 niederländischsprachig, 4 französischsprachig).

Im Jahr 2014 wurde der Senat reformiert, um aus ihm mehr eine Kammer der Teilstaaten zu machen (sogenannter Vlinderakkoord). Die Senatoren werden seitdem nicht mehr direkt vom Volk gewählt. Seitdem gibt es:
- 29 Senatoren, die vom Flämischen Parlament ernannt werden; sie stammen aus dem Flämischen Parlament oder der niederländischen Sprachgruppe im Parlament von Brüssel-Hauptstadt
- 10 Senatoren, die vom Parlament der Französischen Gemeinschaft ernannt werden; sie stammen aus jenem Parlament, das selbst wiederum aus allen Mitgliedern des Wallonischen Parlaments sowie einigen Mitgliedern der französischen Sprachgruppe des Parlaments von Brüssel-Hauptstadt besteht
- 8 Senatoren, die vom Wallonischen Parlament aus seiner Mitte ernannt werden
- 2 Senatoren, die von der französischen Sprachgruppe des Parlaments von Brüssel-Hauptstadt aus seiner Mitte ernannt werden
- 1 Senator, der vom Parlament der Deutschsprachigen Gemeinschaft aus seiner Mitte ernannt wird

Außerdem kooptieren die 29 niederländischsprachigen Senatoren 6 und die 20 französischsprachigen Senatoren 4 Senatoren. Insgesamt macht das 60 Senatoren.

## Deutschland
In Deutschland wurde/wird die Aufgabe der Vertretung der Gliedstaaten (Reichsstände, Bundesglieder, Bundesstaaten, Länder) wahrgenommen
- im Heiligen Römischen Reich bis 1806 durch den Reichstag aus von den Reichsständen bestellten Vertretern.
- im Deutschen Bund von 1815 durch den Bundestag aus von den Regierungen der Mitgliedstaaten bestellten Vertretern.
- im rudimentären Deutschen Reich der Revolutionszeit 1848/1849 durch das informelle Gremium der Bevollmächtigten der Landesregierungen; in der FRV durch das Staatenhaus (als Oberhaus des Reichstages), bestehend aus Abgeordneten, die teils von den Landesregierungen, teils von den Parlamenten der Einzelstaaten zu wählen waren.
- im Norddeutschen Bund bzw. im Deutschen Reich der Kaiserzeit (1867–1918) durch den Bundesrat, der aus Gesandten der Regierungen der Bundesstaaten bestand.
- im Deutschen Reich der Revolutionszeit 1918/19 durch den Staatenausschuss mit Vertretern der Regierungen der Bundesstaaten.
- im Deutschen Reich der Weimarer Republik durch den Reichsrat aus von den Landesregierungen und den preußischen Provinzen bestellten Vertretern.
- im Vereinigten Wirtschaftsgebiet – nach dem Vorbild des ehemaligen Bundes- und Reichsrates – als zweite gesetzgebende Körperschaft seit 23. Februar 1948 durch den Länderrat.
- in der Deutschen Demokratischen Republik durch die Länderkammer aus von den Landtagen gewählten Abgeordneten. Mit den Ländern entfielen 1952 auch die bis dahin bestehenden Landtage. Die Länderkammer jedoch blieb noch einige Jahre bestehen. Ihre Abgeordneten wurden nach Wegfall der Landtage noch zweimal (1954 und 1958) durch die Bezirkstage gewählt.
- in der Bundesrepublik Deutschland durch den am 7. September 1949 konstituierten Bundesrat aus von den Landesregierungen bestellten Vertretern.

## Europäische Union
In der Europäischen Union werden die Mitgliedstaaten im Europäischen Rat (Staats- und Regierungschefs) und im Rat der Europäischen Union (Fachminister) vertreten.

## Indien
Die Parlamente der Bundesstaaten und Unionsterritorien bestellen je nach Einwohnerzahl eine bestimmte Anzahl von Mitgliedern des Oberhauses des Unionsparlamentes (Rajya Sabha). Hinzu kommt eine Anzahl von zwölf Mitgliedern, die nicht aus der Politik kommen und vom Unionspräsidenten ernannt werden.

## Österreich
Die österreichischen Bundesländer werden durch den Bundesrat vertreten, der aus von den Landtagen gewählten Abgeordneten besteht.

## Russland
Die Subjekte der Russischen Föderation sind im Föderationsrat mit je zwei Abgeordneten vertreten.
Im Obersten Sowjet der Sowjetunion waren in einer Kammer u. a. die jeweiligen Sowjetrepubliken vertreten.

## Schweiz
Die Kantone (Stände) werden durch den Ständerat repräsentiert. Dieser besteht aus 46 Abgeordneten, die in den Kantonen vom Schweizer Volk direkt gewählt werden. Die einzelnen Ständeräte sind nicht Abgeordnete der jeweiligen Kantonsregierungen und nicht weisungsgebunden.
Darüber hinaus wird die Gliederung der Schweiz in Kantone auch bei nationalen Volksabstimmungen berücksichtigt, da dort neben dem Volksmehr auch ein Ständemehr erforderlich ist, es muss also auch die Mehrheit der Kantone der Abstimmungsvorlage zustimmen, damit diese als angenommen gilt.

## Südafrika
Die gesetzgebende Versammlung jeder Provinz entsendet nach Verhältniswahlgrundsätzen eine Delegation gewählter Vertreter in die zweite Kammer, den National Council of Provinces im nationalen Parlament der Republik Südafrika. Der Delegation gehört ex officio der jeweilige Premierminister der Provinz an.

## Vereinigte Arabische Emirate
Oberstes Organ der Vereinigten Arabischen Emirate ist der Council of the Rulers, bestehend aus den Fürsten (Emiren) der sieben Gliedstaaten (Emiraten). Auch die 40-köpfige Nationalversammlung (Majlis Watani Ittihad) wird repräsentativ aus den Teilemiraten entsandt.

## Vereinigte Staaten
Das Volk jedes US-Bundesstaates wählt zwei Abgeordnete in den Senat. Bis 1913 erfolgte die Wahl durch die Parlamente der Einzelstaaten (State Legislature).